# Alifatisk forbindelse
Alifatisk (af græsk ἄλειφατ- áleifat- "olie, fedt") er betegnelsen for de organisk kemiske forbindelser (kulbrinter), der indeholder kæder af kulstof-atomer. Fedtstoffer indeholder sådanne alifatiske kæder. Oprindelig blev alifatisk brugt til at betegne alkaner, men efterhånden benyttes det som en samlet betegnelse for alkaner, alkener, alkyner og visse cykliske kulbrinter. Et eksempel på en cyklisk alifatisk forbindelse er cyklohexan, som består af seks kulstofatomer i en ring. Denne må ikke forveksles med benzen, som er en helt anden type forbindelse.
Kemiske forbindelser, som ikke er alifatiske, kaldes aromatiske.

## Eksempler på alifatiske forbindelser
- Metan
- Ethen
- Ethyn